# Chi-Ho Han
Chi-Ho Han (한지호; nacido el 19 de enero de 1992) es un pianista de Corea del Sur.
Ha ganado el 10º Concurso Internacional de Música de Seúl, el 2º Premio en el Concurso internacional de música ADR de Múnich (sin 1er Premio) y una Medalla de Plata (2º Premio) en el Concurso internacional de piano Gina Bachauer en el año 2014, así como el 1er Premio y Premio del Público en el 11º Kissinger Klavierolymp en Alemania (2013), el Premio Géza Anda en el 12º Concurso Géza Anda en Zúrich (2012), el 2º Premio y Premio del Público en el Internacional Telekom Concurso de Piano Beethoven en Bonn (2011), el 2º Premio y Premio Especial en el Concurso Internacional de Piano Schubert en Dortmund (2011), el 3º Premio en el Concurso Internacional de Piano Beethoven en Viena (2009) y el 4º Premio en el Concurso Reina Isabel de Bruselas en el 2016.
Ha actuado en Viena (Musikverein), Múnich (Herkulessaal), Zürich (Tonhalle), Dortmund (Klavier-Festival Ruhr), Beijing (Sala de Conciertos de la Ciudad Prohibida), Seúl, St Petersburgo, y Tokio y ha tocado con orquestas como el Radio-Symphonieorchester Wien, la Symphonieorchester des Bayerischen Rundfunks, la Münchener Kammerorchester, la Sinfónica de St Petersburg, y diversas otras orquestas en Alemania, Francia, Corea y los Estados Unidos.
En la interpretación de la música de Chopin toca con un estilo austero, casi beethoveniano, próximo al de Grigori Sokolov, diferente de las interpretaciones más habituales en la línea de Arthur Rubinstein, Nikita Magalov, Martha Argerich, Nelson Freire. Otros especialistas actuales en la música de Chopin con estilos personales de interpretación son Yevgeni Kisin, Krystian Zimerman y Rafal Blehats

## Vida personal
Estudió en el Seoul Arts High School con Jiae Kim y con el Prof. Kyung Seun Pee., y, a continuación, fue a Alemania y estudió en la Universidad Folkwang de las Artes en Essen con el Prof. Arnulf von Arnim. Ahora está estudiando con Arie Vardi en la Hochschule für Musik, Theater und Medien en Hannover y en la  Academia Internacional de Piano del Lago de Como

## Premios
- 2009 - Concurso Internacional de Piano Beethoven en Viena - 3er Premio
- 2011 - Schubert Concurso Internacional de Piano en Dortmund - 2º Premio y Premio Especial
- 2011 - Internacional Telekom Concurso de Piano Beethoven en Bonn - 2º Premio y Premio del Público
- 2012 - 12 Concurso Géza Anda en Zúrich - Géza Anda Premio
- 2013 - 11 Kissinger Klavierolymp en Alemania - 1er premio y Premio del Público
- 2014 - 10 de Seúl Concurso Internacional de Música Archivado el 7 de abril de 2016 en Wayback Machine. - 1er Premio
- 2014 - ARD concurso internacional de música de Múnich - 2º Premio (con el 1er premio no adjudicado)
- 2016 - Concurso Reina Isabel - 4º Premio